# No Excuses (песня Alice in Chains)
«No Excuses» (с англ. — «Нет оправданий») — песня американской гранж-группы Alice in Chains, была выпущена в качестве первого сингла с их мини-альбома Jar of Flies. Песня была хорошо принята музыкальными критиками и отметилась успешным статусом в чартах, став первой песней Alice in Chains, которая достигла верхней строчки хит-парада Hot Mainstream Rock Tracks, где провела 26 недель кряду. Акустическая версия композиции, исполненная во время концерта MTV Unplugged в 1996 году, впоследствии была выпущена на одноимённом альбоме и DVD. Впоследствии композиция была включена во все ключевые сборники коллектива: Music Bank (1999), Greatest Hits (2001) и The Essential Alice in Chains (2006). Считается одной из самых популярных и известных песен группы.

## Содержание
Звучание песни (как и всего мини-альбома в целом) ознаменовало отход группы от тяжелого альтернативного гранжевого саунда. Утончённые гитарные риффы гитариста Джерри Кантрелла, выстроены вокруг терцевых аккордов (а также мягкая синкопированная барабанная дробь Шона Кинни), помогают придать песне необычайно воздушную атмосферу, нехарактерную для материала группы.
Тексты песен, написанный Кантреллом, по мнению экспертов, посвящён его непростым отношениям с вокалистом группы Лейном Стэйли, подчеркивая как трения между ними, так и дружбу музыкантов. В последнем куплете автор, по видимому, приходит к решению, заявляя, что он «защитит» Стэйли и что, если они всё же отдалятся друг от друга, он все равно «будет любить (своего друга)».

## Выпуск и отзывы
В 1994 году песня была выпущена в качестве сингла. Её часто ставили в эфир на альтернативном рок-радио, в нынешнее время она рассматривается критиками и поклонниками гранжа как одна из самых известных композиций жанра. «No Excuses» достигла 48-го места в чарте Billboard Hot 100, что делает её единственной песней Alice in Chains, которая попала в Top-50 этого чарта. Хотя группа и раньше пользовалась успехом на мейнстримоовых рок-радиостанциях «No Excuses» была их единственной песней, которая заняла 1-е место в чарте Hot Mainstream Rock Tracks (до 2009 года, когда на верхнюю строчку также поднялась композиция «Check My Brain»). Также «No Excuses» достигла 3-й позиции в хит-параде Modern Rock Tracks.
По словам Неда Раггетта из AllMusic песня «прекрасно продемонстрировала, что Alice in Chains были гораздо большим, чем просто угнетающими любителями мрачного материала», подытожив: «увенчанная броским хором, она стала ещё одним звёздным часом для группы, казалось бы, благословлённой для этого [петь мрачные песни]».

## Музыкальное видео
В 1994 году для «No Excuses» было снято музыкальное видео. Режиссёром выступил Мэтт Мэхурин, который ранее снял для группы клип на песню «Angry Chair». В музыкальном видео фигурируют только два участника коллектива: Лейн Стэйли и Джерри Кантрелл (что также намекает на сюжет песни об отношениях между ними), также в нём снялся американский актёр Макс Перлих. Впоследствии видео было включено в сборник Music Bank: The Videos (1999).

## Концертные исполнения
Alice in Chains впервые исполнили эту песню 7 января 1994 года на сцене Hollywood Palladium во время благотворительного концерта в поддержку Норвуда Фишера из группы Fishbone.
Акустическая версия «No Excuses» была исполнена во время концерта MTV Unplugged (1996 год), впоследствии песня вошла в концертный альбом Unplugged и одноимённый DVD. Это стало последним исполнением песни с участием Лейна Стэйли.

## В массовой культуре
- «No Excuses» фигурирует в качестве играбельного трека в видеоигре «Guitar Hero: Metallica», а также был выпущен в качестве загружаемого контента в серии игр Rock Band.
- «No Excuses» фигурирует в качестве загружаемого контента к видиоигре Rocksmith. Пак под названием «Alice In Chains Song Pack II», включает также другие песни группы: «Rooster», «Nutshell», «Down in a Hole» и «Heaven Beside You»[12].
- «No Excuses» была использована в качестве саундтрека к мультсериалу «Дарья» (эпизод «My Night at Daria’s»).

## Список композиций
| №  | Название                   | Длительность |
| -- | -------------------------- | ------------ |
| 1. | «No Excuses»               | 4:16         |
| 2. | «Brother» (из альбома Sap) | 4:27         |

## Участники записи
- Джерри Кантрелл — ведущий вокал, гитары
- Лейн Стэйли — ведущий вокал
- Майк Айнез — бас-гитара
- Шон Кинни — ударные, перкуссия

## Чарты
| Чарт (1994)                   | Высшая позиция |
| ----------------------------- | -------------- |
| Канада (RPM Top Singles)      | 17             |
| Radio Songs (Billboard)       |                |
| 48                            |                |
| Mainstream Top 40 (Billboard) |                |
| 32                            |                |
| Mainstream Rock (Billboard)   |                |
| 1                             |                |
| Alternative Songs (Billboard) |                |
| 3                             |                |

| Чарт (1994)              | Позиция |
| ------------------------ | ------- |
| Canada Top Singles (RPM) | 98      |